# Катастрофа Ли-2 под Колпнами
Катастрофа Ли-2 под Колпнами — авиационная катастрофа пассажирского самолёта Ли-2 компании Аэрофлот, произошедшая в понедельник 14 января 1946 года в Колпнянском районе Орловской области, в результате которой погибли 22 человека.

## Экипаж
- Командир корабля — Онищенко Иван Данилович
- Второй пилот — Макаревич Никита Афанасьевич
- Бортмеханик — Юмашев Леонид Павлович
- Бортмеханик-стажёр — Копейкин Василий Александрович
- Бортрадист — Сафонова Лидия Федоровна

## Катастрофа
Ли-2 борт Л4150 из 23-го авиационного транспортного отряда Украинского территориального управления гражданского воздушного флота (Аэрофлот) выполнял пассажирский рейс из Харькова в Москву, а на его борту находились 17 пассажиров и 5 членов экипажа. В процессе полёта самолёт, следуя на высоте 400—600 метров, вошёл в облака, где началось его сильное обледенение, хотя об этом явлении не было указано в выданном экипажу перед полётом прогнозе погоды. Появление слоя льда на хвостовом оперении привело к тому, что начался бафтинг (автоколебания) последнего, что в свою очередь вскоре вызвало отделение левой части руля высоты. Потеряв управление, авиалайнер вошёл в штопор. Экипаж попытался выйти из штопора, но при выполнении данного действия случайно подверг самолёт перегрузкам, которые превысили критические по прочности конструкции. Из-за закритических перегрузок Ли-2 на высоте 150—200 метров разрушился в воздухе, после чего обломки упали на землю близ села Нетрубеж в Колпнянском районе (центр — Колпны) Орловской области. Весь полёт от момента вылета до момента разрушения продлился 1 час 17 минут. Все 22 человека на борту погибли.

## Память
В Молодежном парке Харькова установлен памятный знак экипажу.

## Причины
Согласно заключению следственной комиссии, катастрофа произошла из-за сочетания следующих факторов:
1. Выданный экипажу прогноз погоды был неверным, в том числе не было указано, что возможно обледенение.
2. Плохая работа метеорологической службы в Харьковском аэропорту.
3. Командир экипажа Онищенко после входа в зону обледенения не стал предпринимать попыток по выходу из этой зоны.